# Santarém
Santarem o Santarén (en portugués: Santarém; pron. [sɐ̃tɐˈɾɐ̃j]ⓘ) es una ciudad y un municipio de Portugal, capital del distrito homónimo, en Ribatejo, y cuenta con 29 929 habitantes dentro de su perímetro urbano (2012). La ciudad está situada al norte de Lisboa, en el centro del distrito, y es atravesada por el río Tajo, antes de llegar a su desembocadura.
Su municipio tiene una superficie de 552,54 km² y 61 752 habitantes (2011), con una densidad de 111,76 hab./km². El municipio limita al norte con los municipios de Porto de Mós, Alcanena y Torres Nuevas, al este por Golegã, Chamusca y Alpiarza, al sureste con Almeirim, al sur por Cartajo, al suroeste por Azambuja y al oeste con Río Mayor.

## Topónimo
Los topónimos con que se conoce la ciudad, Scallabis y Santarém (de Sant'Arein) provienen de la mitología grecorromana y de la cristiana, reconociéndose dos orígenes legendarios en su génesis: en el primer caso esta correspondería a un héroe clásico, fundador de una ciudad-Estado construida sobre siete colinas de nombre Habis —presente en la mitología de Tartessos—; y en el segundo caso, a la mártir santa Irene, nacida en Santarén.  Otras fuentes disputan la etimología atribuida a santa Irene, denominándola «sospechosa», especialmente si tuvo etapa mozárabe el topónimo Santarém.

## Historia

### Período prerromano y romano
Santarém es una ciudad muy antigua que fue frecuentada por fenicios, griegos y cartaginenses. Los primeros vestigios documentados de ocupación humana datan del siglo VIII a. C. Después la ciudad quedó bajo dominación romana. La conquista romana de esta zona comenzó en el año 138 a. C., con la campaña militar de fortificación de Olisipo (Lisboa) y Móron por Décimo Junio Bruto Galaico. La población del poblado habría colaborado con los colonos romanos, cuando estos llegaron a la ciudad en ese año. Durante este período se convirtió en el principal centro comercial de las tierras bajas de la cuenca del río Tajo y uno de los centros administrativos más importantes de la provincia Lusitania. Julio César creó en el 61 a. C., un campo militar en Santarén. La ciudad tomó, en esta época, la designación de Scallabis Praesidium Iulium (abreviatura: Scallabis). La crisis del siglo III y el descenso del Imperio romano de Occidente afectó la ciudad, hasta que fue conquistada y saqueada por los bárbaros en el siglo V.

### Alta Edad Media
Inicialmente, Santarén fue tomada por los alanos y luego por los vándalos, que destruyeron los monumentos más importantes existentes en esa época. En el 460, los visigodos, dirigidos por Sunerico, tomaron Santarén de los alanos. Durante el período visigodo, en el reinado de Recesvinto, la ciudad se pasó a llamar Santa Iria (o Santa Irene), de donde deriva su actual nombre.
En 714 fue conquistada por los musulmanes, que la ocuparon hasta 1147. Santarén fue uno de los pocos distritos, junto con Coímbra, Murcia, y el principado levantino de Teodomiro, no repartidos feudalmente a los tenientes de la primera generación de invasores.  Ejércitos de Abderramán III tomaron Santarén para el califato de Córdoba en 928-929, que la mantuvo pese a rebeliones como la de 935 cuando Abderramán debió enviar a su general Najda a Santarén o la de 939 cuando Santarén se alió con Ramiro II de León; después del colapso del Califato, pasó Santarém a la Taifa de Badajoz; fue Sabur al-Amirí su primer rey y poseedor de Santarén.
Durante la dinastía aftasí, nació en Santarén, cerca de 1058, Ibn Bassam; y alrededor de 1070, Sancho II de Castilla derrotó y aprisionó en Santarén a su hermano el rey García II de Galicia;
Durante el período islámico, el área urbana de la ciudad (Shantarin) estuvo dividida en cuatro secciones:
- La ciudad de Alcáçova
- La medina de Marvila
- El puerto de Alfange
- Las afueras de Seserigo

Ómar al-Mutawákkil cedió Santarén al reino de León en 1093 y hasta 1111 la ciudad disfrutó de un breve dominio cristiano, durante el cual el rey Alfonso VI de León le concedió, en 1095 un fuero.  En 1111, los almorávides tomaron Santarén.

### Baja Edad Media

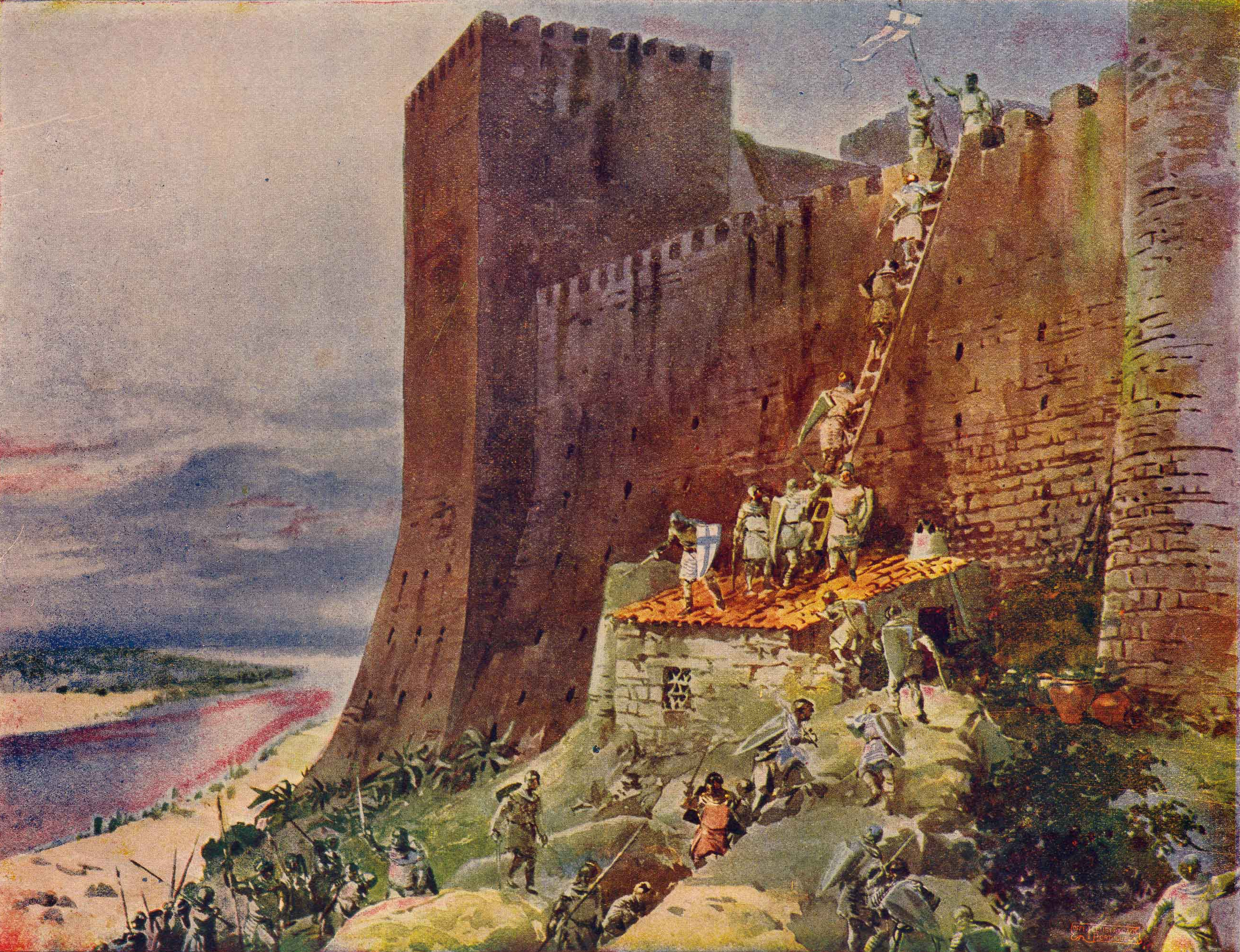
Conquista de Santarén en 1147

En 1147, Santarén fue conquistada por el rey Alfonso Enríquez de Portugal, con solo doscientos cincuenta soldados. Tras la Reconquista cristiana fue una importante ciudad en la que se convocaron numerosas cortes, y el fuero de Santarén fue modelo de los fueros otorgados a Lisboa, Coímbra, Almada y Leiría; pero luego fue decayendo frente a la importancia de Lisboa, favorecida esta última ciudad por su emplazamiento costero.  El segundo califa almohade, Abu Yaacub Yúsuf, murió a causa de las heridas sufridas en su fallido sitio de Santarén de 1184.
Durante la crisis de 1383-1385 en Portugal, Santarén fue la plaza fuerte de Juan I de Castilla, habiéndose establecido en Santarém antes de sitiar Lisboa en 1384, vuelto a Santarén a prepararse para la batalla de Aljubarrota de 1385, y finalmente refugiado en Santarén después de su derrota.
Santarém es conocida como la capital del gótico portugués, debido a la calidad y a la cantidad de iglesias, conventos, monasterios, palacios y otros edificios construidos en los siglos XIII y XIV.  En el s. XIV, Pedro López de Ayala reportó que en Portugal los mejores halcones peregrinos para la cetrería se conseguían en el campo de Santarém.

### Desde elsigloXVhasta elsigloXIX
En 1477, Juan II fue proclamado rey en Santarén, bajo los pórticos del convento de San Francisco. En 1491 falleció en Santarén el príncipe Alfonso, el único hijo del rey Juan II y recién casado con la infanta Isabel, hija de los Reyes Católicos de España tras sufrir una caída montando a caballo. Luís de Camões podría haber nacido en Santarén en 1524, según Manuel de Faria e Sousa.
Con la reforma de los fueros, el rey Manuel I otorgó a Santarén un nuevo fuero en el 1 de febrero de 1506. De acuerdo con el censo poblacional de 1527, Santarén era, en esa época, la tercera ciudad más poblada del país, después de Lisboa y Oporto.
El 19 de junio de 1580, durante la lucha por el trono portugués con Felipe II de España, Antonio, prior de Crato fue aclamado rey de Portugal en Santarén, en el monasterio de San Bento; ya unos días antes Felipe había escrito desde Santarén al rey de la China.  Durante la Unión Ibérica (1580-1640), el rey Felipe comisionó en 1581 a Juan Bautista Antonelli para habilitar la navegación del Tajo entre Abrantes, distrito de Santarén, y Alcántara, en Cáceres.  También en Santarén, el 5 de diciembre de 1640, el conde de Unhão, Fernão Teles de Meneses, aclamó a Juan IV como rey de Portugal, marcando el fin de ocho décadas de dominio de la casa de Austria en Portugal.
En 1758, Santarén contaba con 2507 casas que corresponderían a una población de entre nueve y diez mil habitantes.  Durante las invasiones francesas, las tropas de Napoleón permanecieron en la ciudad desde noviembre de 1810 hasta marzo de 1811, haciendo de Santarén su cuartel general. Los daños causados, ya sea para la población o para el patrimonio fueron incalculables.

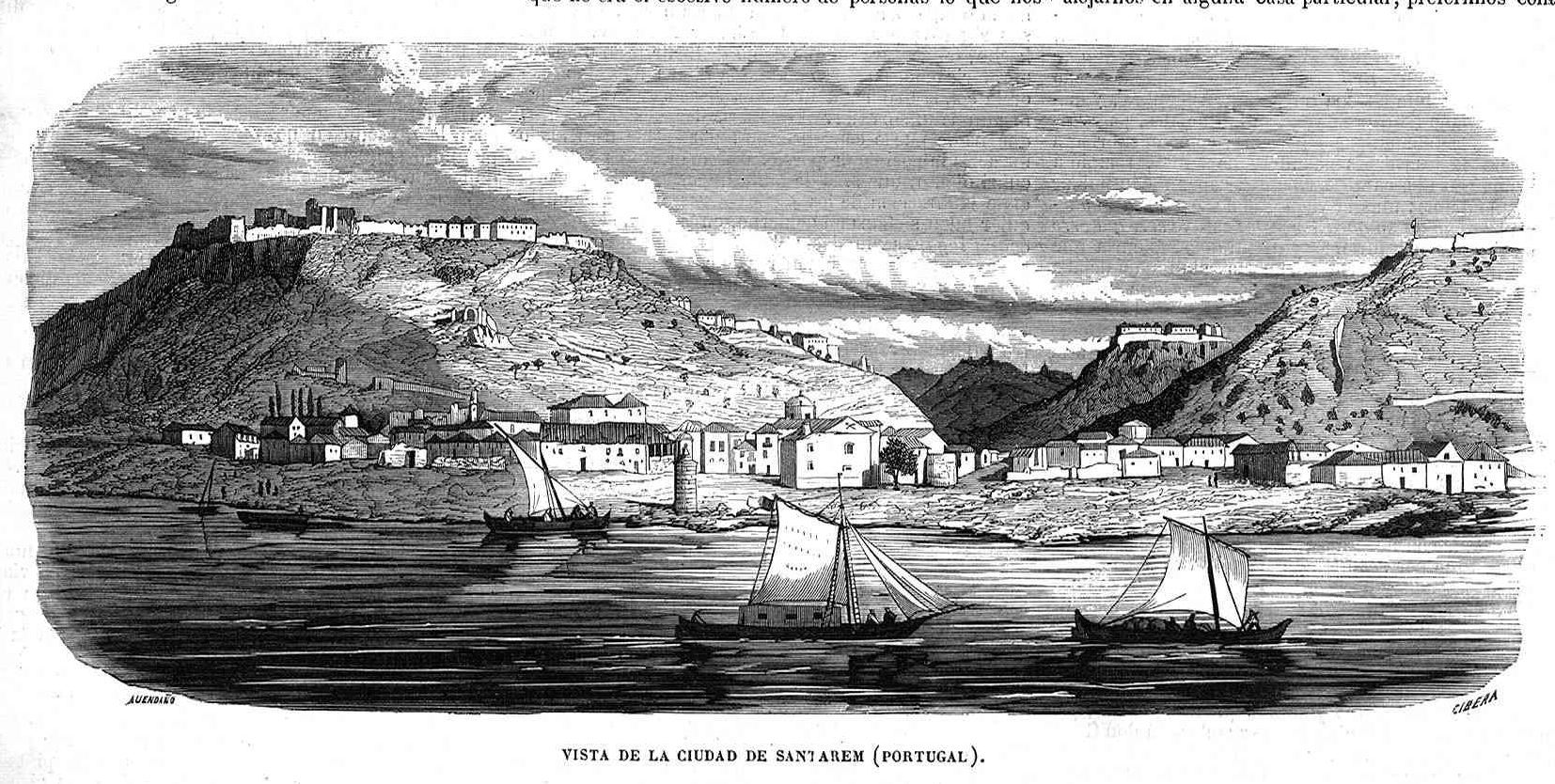
Santarén hacia mediados del (El Museo Universal, 1857)

Durante la Década Ominosa, muchos refugiados españoles fueron concentrados en Santarén por Miguel I de Portugal.  Durante las luchas entre liberales y absolutistas, en 1833, el rey Miguel, apoyado por los absolutistas, eligió Santarén para alojar su ejército, después de haber instalado su corte y su cuartel-general en el palacio en el que está instalado actualmente el Ayuntamiento. Solo el 18 de mayo de 1834, el duque de Saldanha y las tropas liberales lograron entrar en la ciudad.  En 1860 nació en Santarén la humanista Alice Pestana.
En mayo de 2016, don Pedro Mendoza de Braganza y Borbón, recupera el señorío de San Miguel de Santarén, otorgado a quince caballeros de la Real y Militar Orden y Militar de San Miguel del Ala, en Belmonte, caballeros que comparten el Señorío territorial citado.

## Geografía
Santarém se encuentra a 7 km de Almeirim, 19 km de Cartaxo, 30 km de Rio Maior, 38 km de Torres Novas, 56 km de Fátima, 70 km de Leiría, 79 km de Lisboa, 118 km de Évora, 134 km de Coímbra, 191 km de Badajoz, 243 km de Oporto, 259 km de Cáceres, 303 km de Faro, 556 km de Madrid y 1158 km de Barcelona.
| Noroeste: Rio Maior | Norte: Porto de Mós y Alcanena | Noreste: Torres Novas y Golegã |
| Oeste: Rio Maior    |                                | Este: Chamusca y Alpiarça      |
| Suroeste: Azambuja  | Sur: Cartaxo                   | Sureste: Almeirim              |

### Organización territorial
El municipio de Santarém está formado por diecinueve freguesias:
- Abitureiras
- Abrã
- Achete, Azoia de Baixo e Póvoa de Santarém
- Alcanede
- Alcanhões
- Almoster
- Amiais de Baixo
- Arneiro das Milhariças
- Azoia de Cima e Tremês
- Casével e Vaqueiros
- Cidade de Santarém
- Gançaria
- Moçarria
- Pernes
- Póvoa da Isenta
- Romeira e Várzea
- São Salvador
- São Vicente do Paul e Vale de Figueira
- Vale de Santarém

## Monumentos y lugares de interés

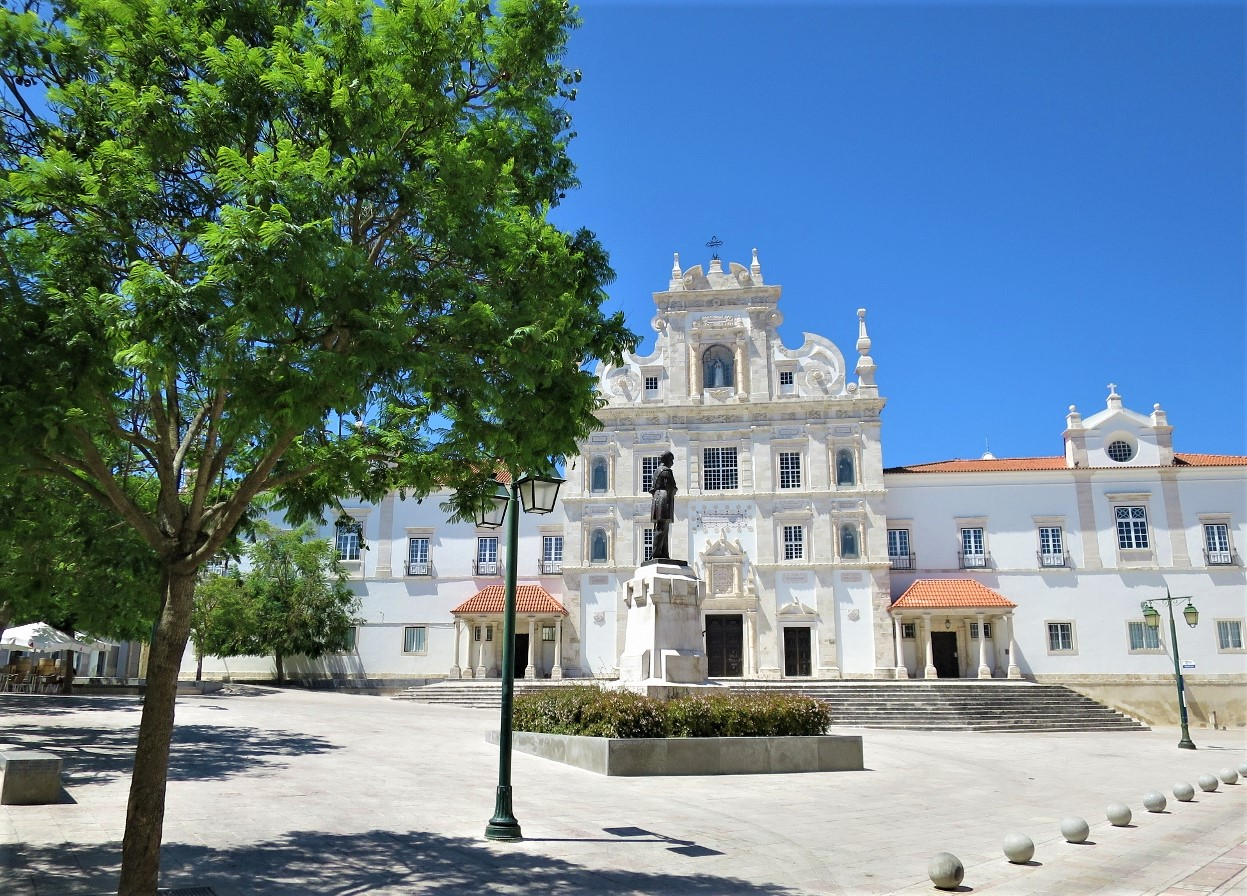
Plaza con la Catedral de Santarén

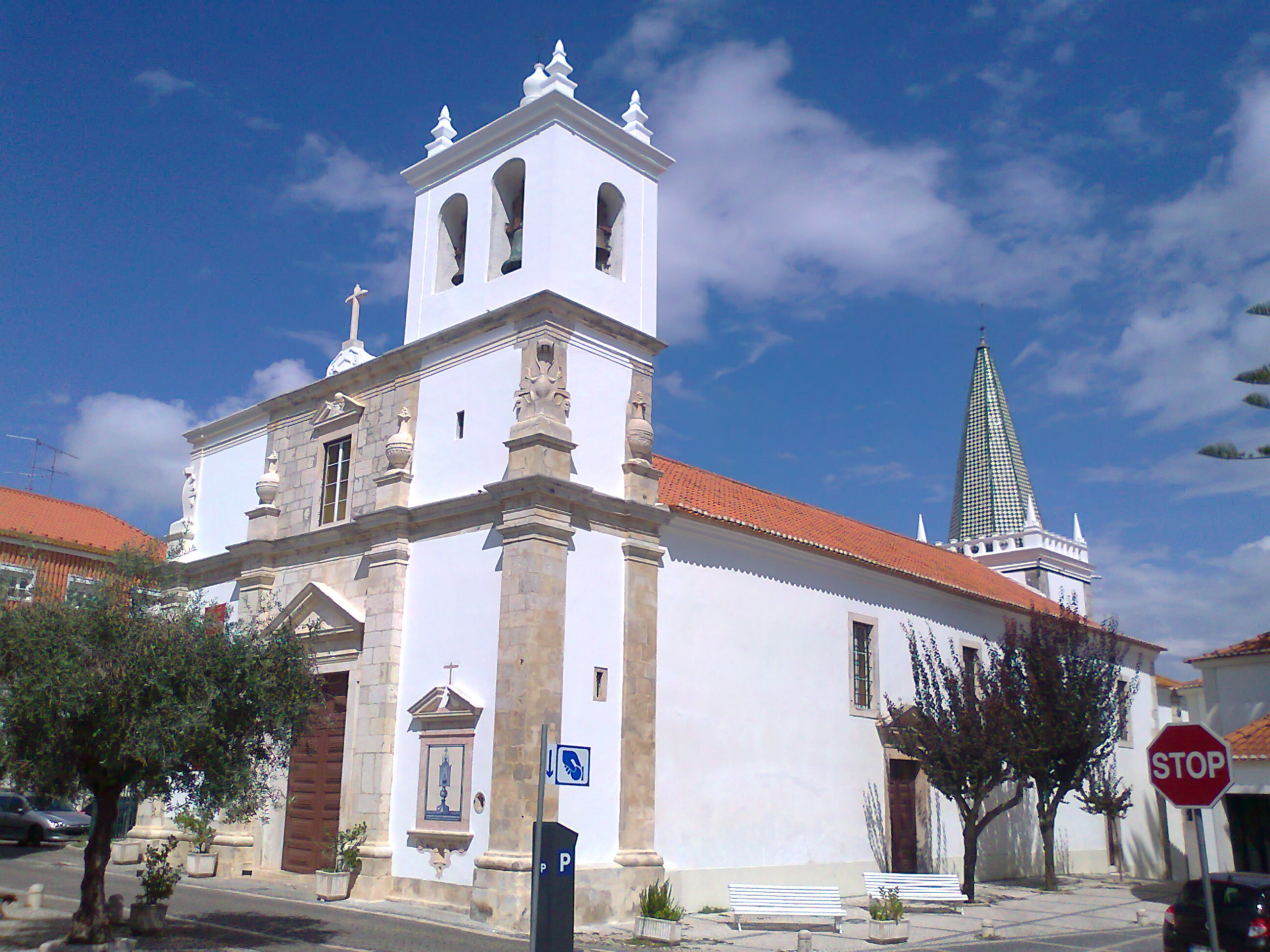
El Santuario del Santisimo Milagro de Santarén (o Iglesia de San Esteban)

Santarém es conocida como la capital del gótico portugués.
- Santuario del Santisimo Milagro de Santarén (anteriormente llamado de Iglesia de San Esteban) – importante destino de peregrinación católica internacional a un famoso milagro eucarístico que tuvo lugar allí.
- Catedral de Nuestra Señora de la Concepción
- Castillo de Santarém
- Capilla de Santa Iría
- Convento de Santa Clara
- Convento de las Capuchas
- Iglesia de Santa María, a las afueras de la ciudad.
- Iglesia de Santa María de la Gracia
- Iglesia de San Juan de Alporão
- Plaza de Toros Monumental Celestino Graça
- Puertas del Sol – situadas a la derecha del río Tajo.
- Seminario de Santarén (Antigua iglesia jesuita) — cielos pintados por Antonio Machado Sapeiro.[42]
- Torre das Cabaças (o Torre del Reloj)

Gracias al considerable número de iglesias, murallas y palacios, sobre todo góticos, es candidata a ser reconocida como patrimonio de la humanidad de la UNESCO.

## Demografía
| Gráfica de evolución demográfica de Santarém entre 1864 y 2021 |
|                                                                |
| Datos según el nomenclátor publicado por el INE portugués.     |

### Clima
Santarén tiene un clima Csa (templado con verano seco y caluroso) según la clasificación climática de Köppen. 
| Parámetros climáticos promedio de Santarén en el periodo 1971-2000                                                                               | Parámetros climáticos promedio de Santarén en el periodo 1971-2000 | Parámetros climáticos promedio de Santarén en el periodo 1971-2000 | Parámetros climáticos promedio de Santarén en el periodo 1971-2000 | Parámetros climáticos promedio de Santarén en el periodo 1971-2000 | Parámetros climáticos promedio de Santarén en el periodo 1971-2000 | Parámetros climáticos promedio de Santarén en el periodo 1971-2000 | Parámetros climáticos promedio de Santarén en el periodo 1971-2000 | Parámetros climáticos promedio de Santarén en el periodo 1971-2000 | Parámetros climáticos promedio de Santarén en el periodo 1971-2000 | Parámetros climáticos promedio de Santarén en el periodo 1971-2000 | Parámetros climáticos promedio de Santarén en el periodo 1971-2000 | Parámetros climáticos promedio de Santarén en el periodo 1971-2000 | Parámetros climáticos promedio de Santarén en el periodo 1971-2000 |
| Mes | Ene.                                                               | Feb.                                                               | Mar.                                                               | Abr.                                                               | May.                                                               | Jun.                                                               | Jul.                                                               | Ago.                                                               | Sep.                                                               | Oct.                                                               | Nov.                                                               | Dic.                                                               | Anual                                                              |
| --- | ------------------------------------------------------------------ | ------------------------------------------------------------------ | ------------------------------------------------------------------ | ------------------------------------------------------------------ | ------------------------------------------------------------------ | ------------------------------------------------------------------ | ------------------------------------------------------------------ | ------------------------------------------------------------------ | ------------------------------------------------------------------ | ------------------------------------------------------------------ | ------------------------------------------------------------------ | ------------------------------------------------------------------ | ------------------------------------------------------------------ |
| Temp. máx. media (°C) | 14.3                                                               | 15.8                                                               | 18.4                                                               | 19.6                                                               | 22.3                                                               | 26.7                                                               | 30.0                                                               | 30.2                                                               | 28.0                                                               | 22.7                                                               | 18.0                                                               | 15.0                                                               | 21.8                                                               |
| Temp. media (°C) | 9.6                                                                | 11.0                                                               | 12.9                                                               | 14.1                                                               | 16.5                                                               | 20.0                                                               | 22.6                                                               | 22.7                                                               | 21.0                                                               | 17.1                                                               | 13.2                                                               | 10.8                                                               | 16                                                                 |
| Temp. mín. media (°C) | 4.9                                                                | 6.2                                                                | 7.3                                                                | 8.6                                                                | 10.6                                                               | 13.3                                                               | 15.2                                                               | 15.3                                                               | 14.1                                                               | 11.6                                                               | 8.4                                                                | 6.5                                                                | 10.2                                                               |
| Precipitación total (mm) | 92.5                                                               | 79.3                                                               | 50.0                                                               | 65.7                                                               | 56.2                                                               | 22.5                                                               | 7.3                                                                | 6.2                                                                | 36.2                                                               | 84.3                                                               | 92.2                                                               | 104.1                                                              | 696.5                                                              |
| Días de precipitaciones (≥ 1 mm) | 11.9                                                               | 11.6                                                               | 8.9                                                                | 10.8                                                               | 8.8                                                                | 4.6                                                                | 1.7                                                                | 1.7                                                                | 5.1                                                                | 10.0                                                               | 10.9                                                               | 12.7                                                               | 98.7                                                               |
| Fuente: Instituto de Meteorología, IP Portugal. Datos de precipitación y temperatura para el periodo 1971-2000 en Santarén 27 de octubre de 2012 |                                                                    |                                                                    |                                                                    |                                                                    |                                                                    |                                                                    |                                                                    |                                                                    |                                                                    |                                                                    |                                                                    |                                                                    |                                                                    |

## Cultura

### Gastronomía
Los platos más típicos del municipio de Santarém son la sopa de pescado del río, frijoles con costillas, Magusto, Fataça hervida en loseta, Arrepiados de Almoster y Celestes de Santa Clara.
Se celebra anualmente en la ciudad el Festival Nacional de Gastronomía de Santarém, donde son servidos platos típicos de todas las regiones de Portugal.

### Deportes
- UD Santarém juega en la Tercera División de Portugal y la Copa de Portugal, su estadio es el Campo Cha das Padeiras con capacidada para 10 550 espectadores.
- Clube Desportivo Amiense

### Ciudades hermanadas
- Badajoz (España)
- Târgovişte (Rumania)
- Ceuta (España)

### En la ficción
En su comedia de 1638, Las quinas de Portugal, Tirso de Molina pone en boca de Alfonso Enríquez, conde de Portugal, el ansia de arrebatar la ciudad a los moros: «si los muros asalto de Santarén, y allí dejo enarbolada la cruz», y, exitosa la empresa, es coronado primer rey del país en Santarén.
Manuel Fernández y González sitúa como protagonista de su novela de 1862 La sombra del gato (Carta de una viuda) a la Vizcondesa de Santarén.
En el s. XXI se seguía representando el drama La Margarita del Tajo que dio nombre a Santarén, obra del s. XVII de la portuguesa Ángela de Azevedo.